# Полуденный Кондас
Полуденный Кондас — река в Пермском крае, правый приток Камы. Протекает главным образом в Усольском районе Пермского края (исток в Кудымкарском районе). Устье реки находится в 872 км по правому берегу Камы, река впадает в Кондасский залив Камского водохранилища (13 км по правому берегу залива). Длина реки — 102 км, площадь бассейна — 1020 км². Средняя высота водосбора — 161 м. Средний уклон — 0,5 м/км. Высота устья — 108,7 м над уровнем моря. Высота истока — 201,8 м над уровнем моря.
Исток реки на Верхнекамской возвышенности в 8 км к северо-востоку от посёлка Каменка. Исток лежит на водоразделе с бассейном Иньвы, рядом берёт начало река Малый Чеж. В верховьях образует границу Кудымкарского и Усольского районов, всё основное течение лежит в Усольском районе. В верховьях также называется Южный Кондас.
Генеральное направление течения — восток, русло крайне извилистое — река образует большое количество меандров, затонов и стариц. Ширина реки в среднем и нижнем течении около 20 метров, скорость течения — 0,2 м/с.
В среднем течении реки стоит посёлок Шемейный. Прочее течение проходит по ненаселённому, сильно заболоченному лесу. Имеет большое количество мелких притоков, обечпечивающих сток из окрестных болот. Полуденный Кондас впадает в Кондасский залив Камского водохранилища напротив села Кондас, в тот же залив впадает река Кондас.

## Притоки (км от устья)
- река Богомоловка (пр)
- река Осиновка (пр)
- река Рыболовная (пр)
- река Гремиха (пр)
- река Конечная (лв)
- река Горностайная (пр)
- река Лукинская (пр)
- 31 км: река Уньва (лв)
- река Кедровка (пр)
- река Сельская (пр)
- река Пермская (лв)
- 45 км: река Шемейная (пр)
- река Осиновка (лв)
- река Ершовка (пр)
- река Ольховка (пр)
- река Большая Ольховка (пр)
- 64 км: река Талица (пр)
- 66 км: река Чёрная (лв)

## Данные водного реестра
По данным государственного водного реестра России относится к Камскому бассейновому округу, водохозяйственный участок реки — Кама от города Березники до Камского гидроузла, без реки Косьва (от истока до Широковского гидроузла), Чусовая и Сылва, речной подбассейн реки — бассейны притоков Камы до впадения Белой. Речной бассейн реки — Кама.
Код объекта в государственном водном реестре — 10010100912111100007642.